# Épervier shikra

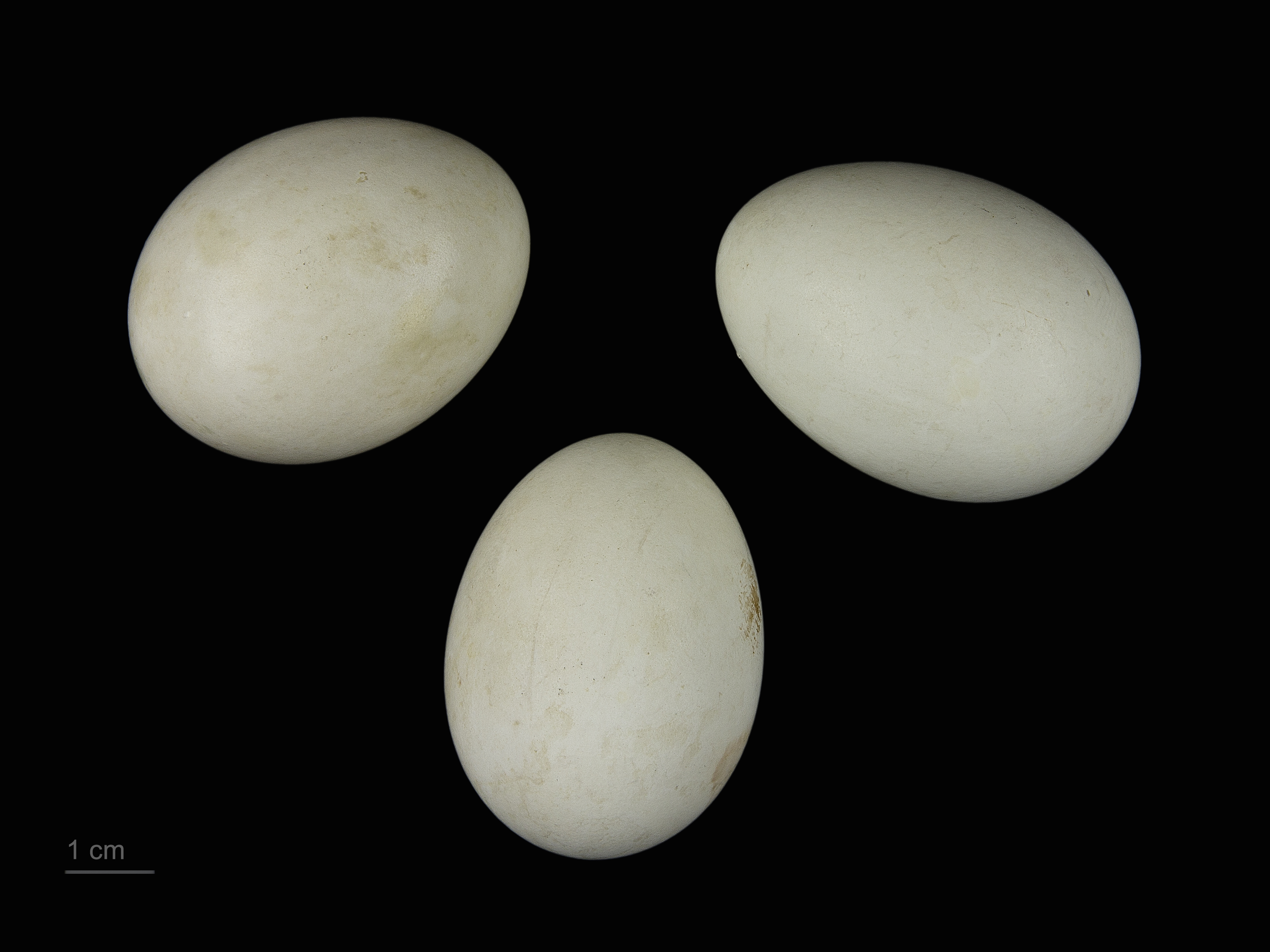
Accipiter badius - MHNT

Tachyspiza badia
Espèce
Répartition géographique
Statut de conservation UICN

 LC  : Préoccupation mineure
Statut CITES
L'Épervier shikra (Tachyspiza badia) est une espèce d'oiseaux appartenant à la famille des Accipitridae.

## Description
L'épervier shikra a une longueur de la tête à la queue de 25 à 35 cm. Il est gris. Sa queue est longue et ses ailes sont courtes.

## Répartition et migration
Cet oiseau vit en Afrique subsaharienne et en Asie du Sud et plus particulièrement en Inde.
Entre septembre et octobre, l'Épervier shikra migre dans une zone qui se situe entre l'Iran et l'Inde et ne la quitte qu'en avril-mai pour retourner dans les lieux de nidification. En hiver, il est aussi possible de l'observer au sud de la mer Caspienne, ce qui voudrait dire que certains adultes ne migrent pas.

## Habitat et nourriture
Ce rapace diurne niche dans les steppes, dans les savanes, au bord des déserts et dans les oasis. Mais on peut le voir aussi dans des champs, dans des bosquets proches des fermes.
Il mange surtout des reptiles, de gros insectes et des oiseaux mais on peut aussi le voir avec des petits mammifères, des amphibiens et des chauves-souris dans le bec.

## Sous-espèces
D'après la classification de référence (version 14.1, 2024) de l'Union internationale des ornithologues, l'Épervier shikra possède 6 sous-espèces (ordre philogénique) :
- T. b. sphenurus (Rüppell, 1836) — nord de l'Afrique subsaharienne et péninsule arabique ;
- T. b. polyzonoides (Smith, A, 1838) — sud de l'Afrique subsaharienne ;
- T. b. cenchroides (Severtzov, 1873) — Caucase, Asie centrale et nord-ouest de l'Inde ;
- T. b. dussumieri (Temminck, 1824) — centre de l'Inde et Bangladesh ;
- T. b. poliopsis (Hume, 1874) — du nord de l'Inde au sud de la Chine, Indochine et Sumatra ;
- T. b. badius (Gmelin, 1788) —sud-ouest de l'Inde et Sri Lanka.